# 贝兹
贝兹（法語：Bèze，法語發音：[bɛz]）是法国科多尔省的一个市镇，位于该省东北部，属于第戎区。同名的河流流经境内。

## 地理
贝兹（47°28'5"N, 5°16'15"E）面积23.4 平方千米，位于法国勃艮第-弗朗什-孔泰大區科多尔省，该省份为法国中东部省份，北起奥布省，西接涅夫勒省和约讷省，南至索恩-卢瓦尔省，东南接汝拉省，东临上索恩省，东北部与上马恩省接壤。
与贝兹接壤的市镇（或旧市镇、城区）包括：布尔伯兰、贝尔勒沙泰勒、贝兹河畔努瓦龙、维耶维涅、万雅讷河畔博蒙、当皮埃尔和弗莱、吕克斯。
贝兹的时区为UTC+01:00、UTC+02:00（夏令时）。

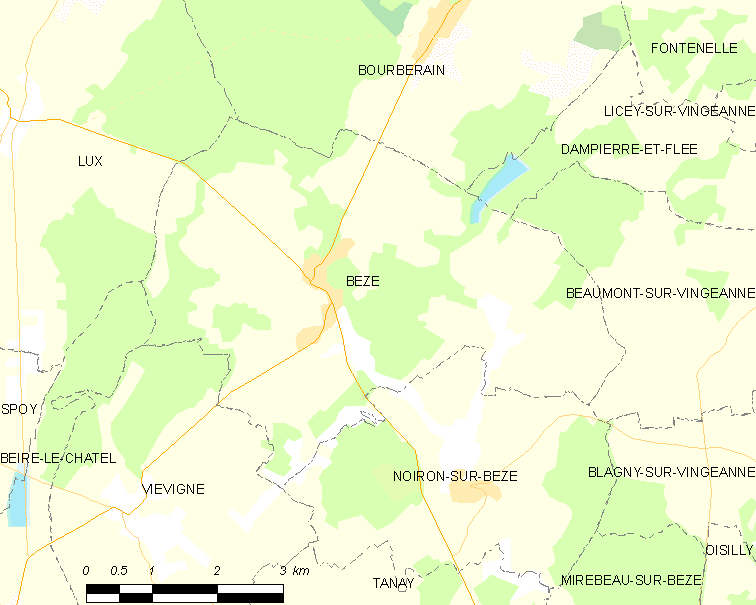
贝兹的OSM定位图

## 行政
贝兹的邮政编码为21310，INSEE市镇编码为21071。

## 政治
贝兹所属的省级选区为圣阿波利奈尔县。

## 交通
科多尔省省道D30H线、D959线和D960线在境内交汇。

## 人口

1962-2008年间贝兹人口变化图示

贝兹于2022年1月1日时的人口数量为730人。